# Список президентов Бхаратия джаната парти
Президент Бхаратия джаната парти (англ. President of the Bharatiya Janata Party) является главой исполнительной власти Бхаратия джаната парти (БДП) и выполняет ряд функций, в том числе председательствует на заседаниях Национального исполнительного органа партии и назначает президентов партийных филиалов, таких как молодёжного и фермерского крыл. Любой кандидат в президенты БДП должен быть сотрудником партии не менее 15 лет. Президент номинально избирается коллегией выборщиков, состоящей из членов Национального совета партии и советов штатов Индии, но на практике это является консенсусным выбором старших сотрудников БДП. Срок полномочий президента составляет три года, и он не может быть избран президентом Бхаратия джаната парти более двух сроков подряд. Обычно президенты партии не занимают должностей в правительстве, и некоторые президенты БДП подавали в отставку, чтобы занять пост в кабинете министров.
После того, как Бхаратия джаната парти была основана в 1980 году, Атал Бихари Ваджпаи был избран её первым президентом. Позже он стал премьер-министром Индии, став единственным на данный момент президентом БДП, занимавшим эту должность. В 1986 году к присяге был приведён Лал Кришна Адвани в качестве президента партии. Он больше всех проработал президентом БДП во время трёх разных периодов. По состоянию на 2022 год 11 человек занимали пост президента Бхаратия джаната парти, в том числе Раджнатх Сингх и Амит Шах, которые также были президентами два срока. Последним (нынешним) президентом БДП является Джагат Пракаш Надда, назначенный в январе 2020 года.

## Список
| №   | Срок президентства | Портрет | Имя                 | Штат           | Примечания                         |
| --- | --- | ------- | ------------------- | -------------- | ---------------------------------- |
| 1   | 1980–1986 годы |         | Атал Бихари Ваджпаи | Мадхья-Прадеш  | [ 4 ] [ 7 ] [ 8 ] [ 9 ]            |
| 1   | Ваджпаи стал первым президентом БДП после её образования в 1980 году. При нём БДП позиционировала себя как центристская партия, которая отошла от резкой политики Бхаратия джана сангх. А. Б. Ваджпаи, которого часто считают умеренным лицом БДП, позже стал первым премьер-министром Индии не из Индийского национального конгресса. |         |                     |                |                                    |
| 2   | 1986—1991 годы |         | Лал Кришна Адвани   | Гуджарат       | [ 4 ] [ 7 ] [ 10 ] [ 11 ] [ 12 ]   |
| 2   | Адвани сменил Атала Бихари Ваджпаи на посту президента в 1986 году. Это событие обычно связывается со сдвигом идеологии БДП в сторону жёсткой линии хиндутвы, примером чего является Рам Ратх Ятра, возглавляемая Адвани в 1990 году в рамках усилий заручиться поддержкой избирателей, апеллируя к индуистскому национализму. Он занимал пост президента Бхаратия джана сангх в 1973 году. |         |                     |                |                                    |
| 3   | 1991—1993 годы |         | Мурли Манохар Джоши | Уттар-Прадеш   | [ 11 ] [ 13 ] [ 14 ] [ 15 ]        |
| 3   | Джоши был связан с Раштрия сваямсевак сангх почти за пятьдесят лет до того, как стал президентом БДП в 1991 году. Как и его предшественник Л. К. Адвани, он сыграл большую роль в агитации Рам Джанмабхуми. Позже он занимал пост министра в правительстве, возглавляемом Аталом Бихари Ваджпаи. За время его президентства Бхаратия джаната парти впервые стала главной оппозиционной партией. |         |                     |                |                                    |
| (2) | 1993—1998 годы |         | Лал Кришна Адвани   | Гуджарат       | [ 11 ] [ 15 ]                      |
| (2) | Адвани был сотрудником Раштрия сваямсевак сангх в течение пятидесяти лет, когда вступил в должность во второй раз. Его «агрессивная» кампания помогла БДП стать крупнейшей партией в Лок сабхе после выборов 1996 года. Хотя Атал Бихари Ваджпаи стал премьер-министром, Адвани считался силой внутри партии, а позже занимал пост заместителя премьер-министра. |         |                     |                |                                    |
| 4   | 1998—2000 годы |         | Кушабхау Тхакре     | Мадхья-Прадеш  | [ 10 ] [ 16 ] [ 17 ] [ 18 ]        |
| 4   | Тхакре был связан с Раштрия сваямсевак сангх с 1942 года. Он не был хорошо известен за пределами БДП, когда стал президентом в 1998 году, через несколько месяцев после формирования Национально-демократического альянса, возглавляемого Бхаратия джаната парти. Во время его пребывания в должности БДП уменьшила акцент на хиндутве, например, на своём требовании отменить статью 370 Конституции Индии, чтобы учесть мнения большей коалиции.                                                                  |         |                     |                |                                    |
| 5   | 2000—2001 годы |         | Бангару Лаксман     | Телингана      | [ 19 ] [ 20 ]                      |
| 5   | Лаксман, сотрудник Раштрия сваямсевак сангх, стал первым президент БДП из касты неприкасаемых. Год спустя, после оперативного эксперимента журнала «Tehelka» выяснилось, как он брал взятку, после чего Лаксман немедленно подал в отставку. Он оставался в Национальном исполнительном органе партии до 2012 года, когда был осуждён за коррупцию и ушёл в отставку. |         |                     |                |                                    |
| 6   | 2001—2002 годы |         | Джана Кришнамурти   | Тамилнад       | [ 20 ] [ 21 ] [ 22 ] [ 23 ]        |
| 6   | Кришнамурти стал исполняющим обязанности президента после отставки Лаксмана и вскоре после этого стал президентом Национальной исполнительной власти. Он ушёл в отставку год спустя, когда стал министром в центральном правительстве при Атале Бихари Ваджпаи в рамках перестановок в кабинете министров. |         |                     |                |                                    |
| 7   | 2002—2004 годы |         | Венкая Найду        | Андхра-Прадеш  | [ 24 ] [ 23 ]                      |
| 7   | Найду был избран президентом БДП после того, как Кришнамурти был призван в кабинет министров. Его избрание было расценено комментаторами как пример того, что Адвани и ортодоксальное индуистско-националистическое крыло партии восстановили контроль. Найду, хотя и был избран на полный срок, подал в отставку после того, как Национально-демократический альянс проиграл на парламентских выборах 2004 года Объединённому прогрессивному альянсу во главе с Индийским национальным конгрессом.                 |         |                     |                |                                    |
| (2) | 2004—2005 годы |         | Лал Кришна Адвани   | Гуджарат       | [ 11 ] [ 24 ] [ 25 ] [ 26 ] [ 27 ] |
| (2) | Адвани, в то время занимавший пост лидера оппозиции в Лок Сабхе, стал президентом БДП в третий раз после того, как Найду подал в отставку после парламентских выборов 2004 года. Адвани продолжал занимать свой пост лидера оппозиции. Адвани ушёл с поста президента в 2005 году после того, как его описание Мухаммеда Али Джинны как светского лидера вызвало споры. |         |                     |                |                                    |
| 8   | 2005—2009 годы |         | Раджнатх Сингх      | Уттар-Прадеш   | [ 11 ] [ 27 ] [ 28 ] [ 29 ] [ 30 ] |
| 8   | Сингх вступил в должность президента БДП в декабре 2005 года на оставшийся срок президентства Адвани. Он был повторно назначен на полный срок в 2006 году. Сингх занимал множество должностей в Раштрия сваямсевак сангх и Бхаратия джаната парти, в том числе был главным министром штата Уттар-Прадеш и президентом молодёжного крыла БДП. Он выступал за возвращение к хиндутве. Сингх подал в отставку после поражения Национально-демократического альянса на парламентских выборах 2009 года.                 |         |                     |                |                                    |
| 9   | 2009—2013 годы |         | Нитин Гадкари       | Махараштра     | [ 11 ] [ 30 ] [ 31 ]               |
| 9   | Гадкари стал самым молодым президентом БДП в 2009 году. Он занимал пост министра в коалиционном правительстве в Махараштре и президента молодёжного крыла БДП. Он пользовался сильной поддержкой руководства Раштрия сваямсевак сангх. Гадкари подал в отставку в 2013 году после скандала, связанного с его пребыванием на посту министра, и других обвинений в финансовых махинациях. |         |                     |                |                                    |
| (8) | 2013—2014 годы |         | Раджнатх Сингх      | Уттар-Прадеш   | [ 11 ] [ 30 ] [ 32 ]               |
| (8) | Сингх был избран президентом на второй срок после того, как Гадкари ушёл в отставку в 2013 году. Сингх сыграл большую роль в кампании БДП на парламентских выборах 2014 года, в том числе объявил Нарендру Моди кандидатом на пост премьер-министра от партии, несмотря на противодействие внутри БДП. После убедительной победы партии Сингх сложил с себя полномочия президента партии, чтобы занять пост министра внутренних дел Индии.                                                                          |         |                     |                |                                    |
| 10  | 2014—2020 годы |         | Амит Шах            | Гуджарат       | [ 33 ] [ 3 ] [ 34 ]                |
| 10  | Шах, близкое доверенное лицо премьер-министра Индии Нарендры Моди, стал президентом БДП на оставшийся срок Раджнатха Сингха после того, как он присоединился к первому правительству Моди. Комментаторы описали назначение Шаха как демонстрацию контроля Нарендры Моди над Бхаратия джаната парти. Амит Шах был переизбран на полный трёхлетний срок в 2016 году. |         |                     |                |                                    |
| 11  | 2020 год—н. в. |         | Джагат Пракаш Надда | Химачал-Прадеш | [ 35 ] [ 6 ]                       |
| 11  | Давний сотрудник Раштрия сваямсевак сангх, Надда был связан с Акхил Бхаратия Видьярти Паришад в колледже и вступил в молодёжное крыло БДП. Он был избран депутатом Законодательного собрания Химачал-Прадеш, а позже с 1998 по 2003 год занимал пост министра в правительстве Индии, возглавляемом Национально-демократическим альянсом. Он был избран «действующим президентом» БДП в 2019 году и в течение года разделял ответственность за управление партией с Амитом Шахом, прежде чем был избран президентом. |         |                     |                |                                    |